# Kawasaki Ki-48

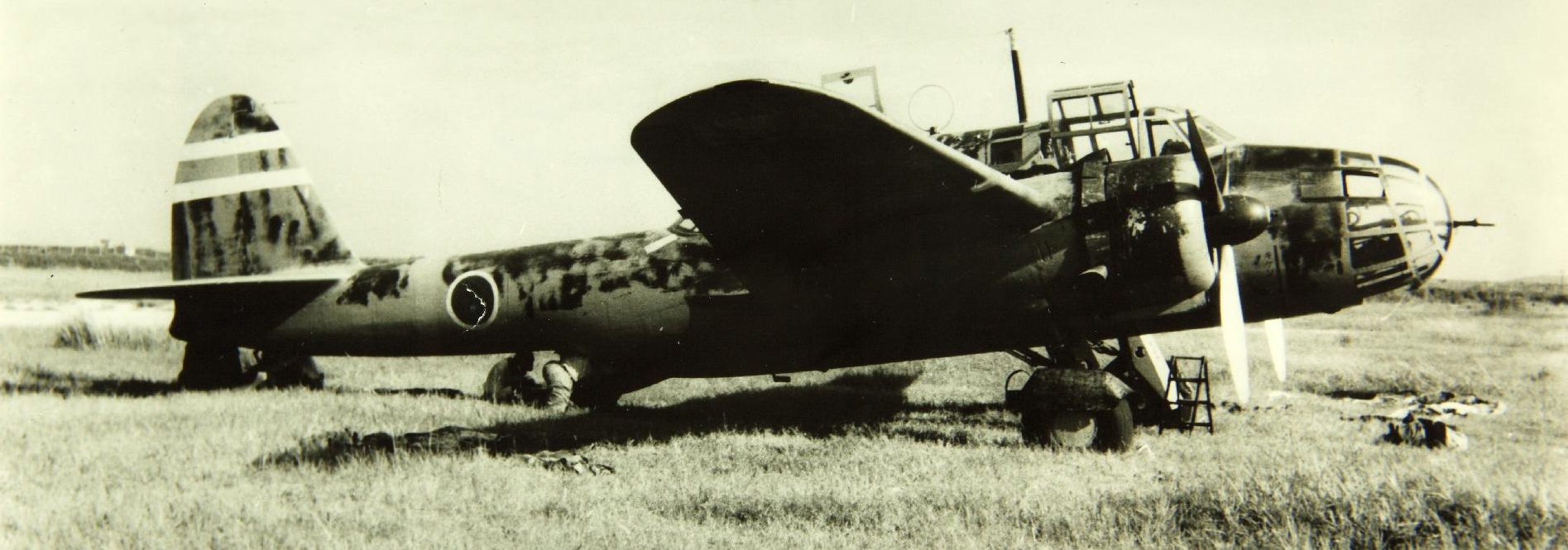

Le Kawasaki Ki-48 (Type 99 pour les japonais, Lily pour les alliés)  est un bombardier léger utilisé par le Service aérien de l'Armée impériale japonaise, et mis en service en 1940.